# 汪喜孫
汪喜孫（1786年—1848年），一名喜苟，字孟慈，號甘泉，揚州府甘泉縣（今江蘇省揚州市邗江縣）人。
汪中之子，汪中病逝時，年僅九歲。精於经学、史学，爲揚州學派人物。嘉慶十二年（1807年）舉人，因捐貲為內閣中書，後由戶部员外郎出京擔任懷慶（今河南省沁陽縣）知府，“只知忠爱，不恤身家”。晚年因避九世祖諱，改名為喜荀。道光二十八年（1848年），为了抗旱，奔走於太行山，因勞成疾，卒於怀庆知府任上。著有《汪孟慈集》、《抱璞齋時文》、《抱璞齋詩集》、《從政錄》、《喪服答問紀實》、《孤兒編》、《尚友記》、《汪氏學行記》、《壽母小記》、《容甫先生年譜》、《汪容甫年表》、《汪荀叔自撰年譜》、《海外墨緣》等。台灣學者楊晉龍主編《汪喜孫著作集》，輯有全集。